# 크리스 올리베로
크리스 올리베로(Chris Olivero, 1984년 10월 15일 ~ )는 미국의 배우이다.

## 출연 작품
- 교령회: 소집 (2011)
- 카일 XY 시즌1 (2006)
- 틴 에이지 마술쇼 (2005)
- 더블 팀드 (2002)
- 먼동이 틀 때 (2000)